# Fritz Reiner
Frederick Martin Reiner (maďarsky: Reiner Frigyes; 19. prosince 1888 Budapešť – 15. listopadu 1963 New York) byl maďarsko-americký dirigent židovského původu.
Jeho učiteli klavíru na Univerzitě Ferencze Liszta byli István Thomán a mladý Béla Bartók. Kompozici ho zde učil Hans von Koessler. Debutoval v budapešťské Lidové opeře (dnes Erkelovo divadlo) roku 1908, dirigováním Carmen. Poté působil v Drážďanské dvorské opeře. V roce 1922 emigroval do Spojených států, roku 1928 se stal americkým občanem. V USA se prosadil jako dirigent několika orchestrů (Cincinnati Symphony Orchestra, Philadelphia Grand Opera Company, Pittsburgh Symphony Orchestra, Metropolitní opera). Vrcholu své kariéry dosáhl jako hudební ředitel Chicagského symfonického orchestru (1953 až 1962). Igor Stravinskij nazval Chicagský symfonický orchestr pod Reinerovým vedením "nejpreciznějším a nejflexibilnějším orchestrem na světě". Podle mnoha svědectví však této preciznosti Reiner dosahoval obrovským tlakem na hudebníky, který hraničil se zneužíváním. Nejvíce oceňovány byly jeho interpretace Johannese Brahmse a Richarda Strausse.
V letech 1931 až 1941 vyučoval na Curtisově hudebním institutu ve Filadelfii, jeho žáky zde byli Leonard Bernstein, Nino Rota, Lukas Foss, Walter Hendl nebo Hugo Weisgall. Kuriozitou je, že naopak později slavného dirigenta Samuela Barbera vyhodil ze své třídy pro nedostatek talentu.
V roce 1984 bylo na Kolumbijské univerzitě založeno Centrum Fritze Reinera pro současnou hudbu.